# Édouard Waterson
Édouard Waterson (mort le 8 janvier 1593 à Newcastle en Angleterre) est un prêtre, mort martyr. Reconnu bienheureux catholique, il est fêté le 8 janvier.   

## Biographie
Édouard Waterson est un jeune anglais, protestant, originaire de Londres. Un jour en voyage il se lie avec un riche musulman qui lui propose d'épouser sa fille, s'il apostasie sa foi chrétienne et se convertit à l'islam. Choqué, Édouard refuse énergiquement la proposition. Poursuivant son voyage, il passe à Rome où il demande à se convertir au catholicisme. Il rencontre un prêtre anglais, Richard Smith, qui lui fait faire les démarches et l'accueil dans l'Église catholique. 
Mais très vite, le jeune homme demande à devenir prêtre. Il part à Reims, au Collège anglais, fondé pour former les prêtres qui partiraient évangéliser dans le royaume d'Angleterre. Il est ordonné prêtre en 1592 et envoyé dans le Northumberland. Très vite repéré par la police anglaise, il est arrêté et emprisonné à Newcastle en même temps qu'un autre prêtre comme lui Joseph Lambton. Les conditions de détention sont terrible : la faim et le froid. Il manque de peu de mourir en prison. Les juges le condamnent à mort (revenir au pays pour un anglais en ayant été ordonné prêtre catholique est considéré à cette époque comme une haute trahison par le gouvernement du pays). Le 8 janvier 1593, il est conduit à la potence « tout joyeux ». Il déclare que c'est pour lui « plus une récompense qu'une punition »,,.
Des témoins de l'exécution ont rapporté avoir vu des « phénomènes étranges » : les chevaux qui tirent le chariot refusent de partir vers le lieu du supplice. Et sur place, l'échelle qui conduit à la potence ne cesse de bouger, jusqu'à ce que le condamné ne fasse un signe de croix.
En 1929, le pape Pie XI béatifie Édouard Waterson, sa fête est célébrée le 8 janvier.